# Barrio chino (Buenos Aires)
En la Ciudad de Buenos Aires se conoce como Barrio Chino (en chino tradicional: 中國城) a una zona del barrio de Belgrano con eje en tres cuadras de la calle Arribeños, al costado de las vías del Ferrocarril Mitre y la estación Belgrano C. A pesar de su nombre, se concentran allí diferentes comunidades asiáticas, como la taiwanesa (que inició el desarrollo de la zona en las últimas décadas del siglo XX) así como la de chinos continentales, coreanos, japoneses (que son nikkeis argentinos), tailandeses, etc.
A diferencia de otros barrios chinos, como el de San Francisco, el de Buenos Aires no surgió tanto como un barrio residencial sino como una zona cultural y comercial, al combinarse la presencia de instituciones comunitarias y religiosas taiwanesas con locales comerciales de baratijas que buscaban captar a los pasajeros del tren. En 2009 se construyó el arco de entrada y en 2015 se peatonalizaron las calles principales.
Al día de hoy, el Barrio Chino es un importante punto turístico de la Ciudad de Buenos Aires, con una gran oferta gastronómica, comercial y cultural, que se transformó no solo en un punto de referencia de la cultura china sino de toda la comunidad asiática en general.

## Ubicación
El denominado "Barrio Chino" se encuentra dentro del Barrio de Belgrano, en una franja que algunos consideran parte del sub-barrio de Belgrano C y otros lo consideran parte del Bajo Belgrano. Su eje principal se encuentra sobre la calle Arribeños, entre Juramento y Olazábal (los 200 metros peatonalizados) expandiéndose por las calles transversales y paralelas, como se puede apreciar en el mapa anexo. 
La entrada principal se ubica en Arribeños y Juramento, cerca del acceso a los andenes de la estación de tren Belgrano C de la Línea Mitre, donde desde el año 2009 se levanta allí un arco alegórico para enfatizar su carácter de acceso al barrio.
Además, a pocos metros de distancia se encuentran las Barrancas de Belgrano.

## Historia
La zona que actualmente ocupa el Barrio Chino era originalmente una zona residencial de clase media. Por aquel entonces, la única calle verdaderamente comercial era Juramento, aunque hacia fines del siglo XX, las calles Arribeños y Mendoza comenzaron a desarrollarse como consecuencia de la inmigración taiwanesa que se instaló en la zona, principalmente con la fundación de la Iglesia Presbiteriana Sin Heng Nuevo Avivamiento, en Mendoza 1660. El Barrio Chino de Buenos Aires es una porción del barrio de Belgrano con una identidad marcadamente oriental, que se definió gracias a una oleada inmigratoria durante la década de 1980 en la que se establecieron muchas familias de inmigrantes asiáticos, principalmente de Taiwán.
Estas familias chinas, japonesas y taiwanesas cambiaron rápidamente la fisonomía del barrio con la apertura de numerosos restaurantes de cocina asiática, locales a la calle e incluso uno de los primeros templos budistas de la ciudad, el Templo Chong Kuan, inaugurado en 1988 sobre la calle Montañeses.
Esta zona fue tomando popularidad, sobre todo por su tradicional festejo del Año Nuevo Chino, que año a año fue congregando a un mayor público. Sin embargo, no todos los vecinos estaban conformes con el carácter que iba tomando el barrio, ya que esas cuadras tradicionalmente residenciales y tranquilas, de pronto se habían convertido en un centro comercial a cielo abierto, con los inconvenientes de tránsito y ruido que provocaba dicha situación. Paralelamente, los comerciantes asiáticos fueron objeto de numerosas denuncias por parte de los vecinos, sobre todo, por las condiciones irregulares de varios locales y el estado de la mercadería que vendían.   
En el 2006 la Secretaría de Planeamiento Urbano del Gobierno de la Ciudad de Buenos Aires desestimó una solicitud presentada por comerciantes orientales para que ese sector fuese efectivamente considerado como barrio chino. La negativa oficial estableció que no correspondía esa catalogación a la verdadera estructura poblacional del barrio que estaba compuesta en su inmensa mayoría por habitantes que nada tenían que ver con el mundo asiático. Según la Secretaría de Planeamiento, se trataba de un sector comercial oriental desarrollado únicamente en dos cuadras, similar a otras zonas comerciales de la Ciudad.
En 2009 se terminó la construcción del arco de acceso (intersección de Arribeños y Juramento) de once metros de alto y ocho de ancho, con mármol, columnas de cemento, leones de piedra tallada y diversos elementos representativos de la cultura china. Hubo algunas denuncias  por supuestas irregularidades en la donación del gobierno chino y de vecinos que no querían su construcción.

## Características
Su área de influencia se concentra en un radio de cuatro manzanas, aunque la actividad comercial allí es tan intensa, que esas pocas aceras concentran la mayor cantidad de restaurantes y supermercados asiáticos de la ciudad, además de un par de templos, negocios de baratijas y otros comercios para la comunidad. A pesar de que popularmente se lo conoce como el barrio "chino", existe una cantidad importante de gente que pertenece a otras comunidades orientales, a tal punto que algunos están comenzando a llamarlo barrio oriental por los locales de otros países asiáticos que se están emplazando en él. Un ejemplo es el restaurante japonés Dashi, al que se sumó un local de Lotus Neo Tai, de cocina tailandesa. En Montañeses 2175 se halla el templo budista Chong Kuan.
Actualmente, la mayoría de los comercios abren todos los días, con excepción de algunos que cierran los lunes. Las principales actividades se realizan los fines de semana y feriados.
También hay diversos locales de manga y anime, también ha ganado fama en los últimos años sus pescaderias debido a la gran cantidad de variedades y el precio.

## Cultura

### Año Nuevo Chino
El lugar se convierte en una gran romería durante las celebraciones del Año Nuevo Chino. Los festejos son organizados por la Asociación Barrio Chino de Buenos Aires, la Asociación Amigos del Barrio Chino de Buenos Aires y la Asociación Cultural Chino Argentina, con el apoyo del Ente de Turismo de la Ciudad Autónoma de Buenos Aires y el 
CGP N.º 13.
Los visitantes disfrutan del famoso baile del Dragón y a lo largo de las calles hay puestos donde la colectividad china-taiwanesa exhibe aspectos de su cultura. Además hay demostraciones de escritura con pluma, stands sobre la religión budista, astrología china, Feng Shui, stands de institutos de estudio de idioma chino y tradicionales puestos de gastronomía típica de ese país. Simbolizando la integración cultural entre Argentina y China hay shows de tango con músicos y bailarines de ambos países.

## Galería

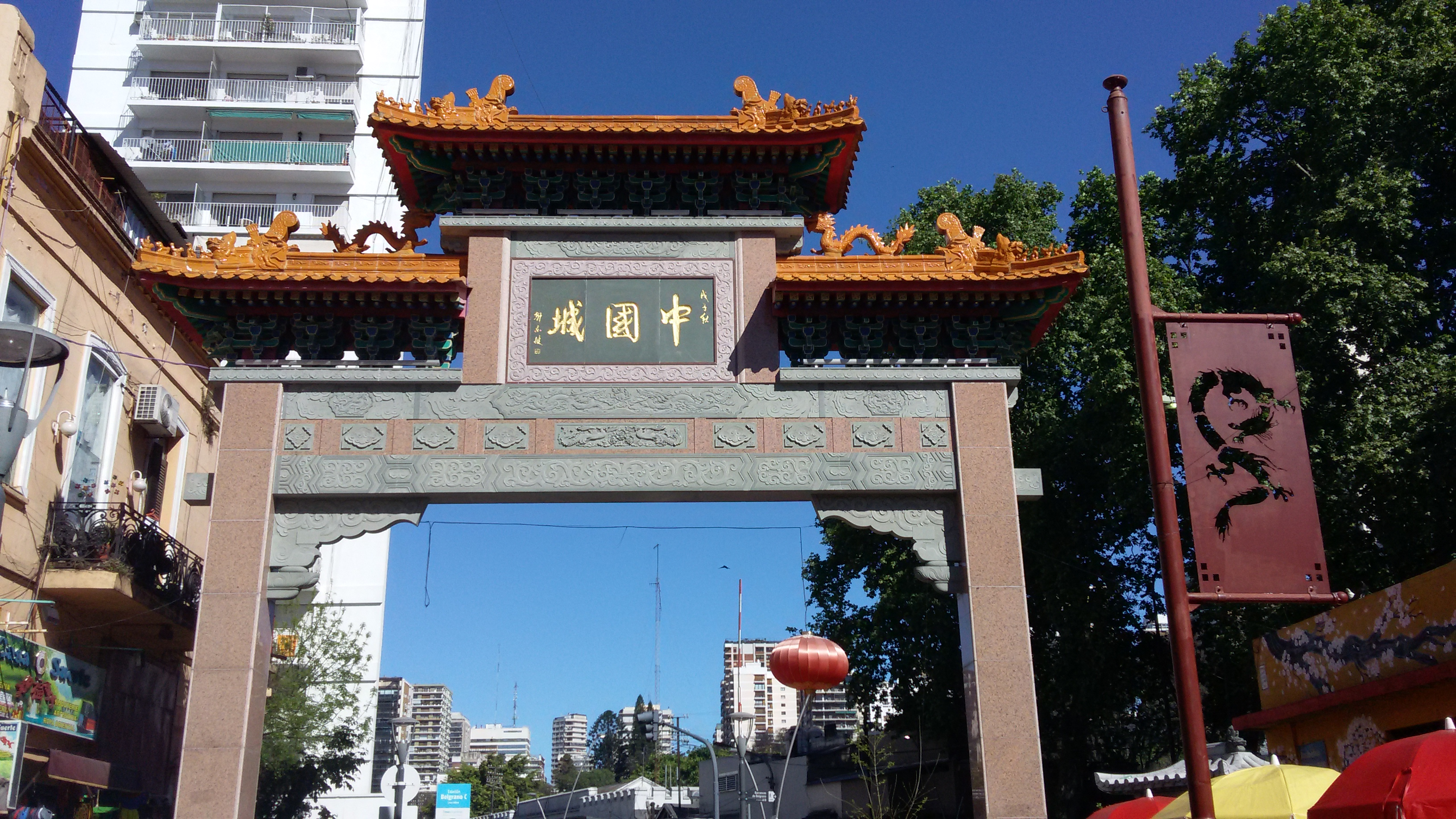
Detalle del arco de entrada
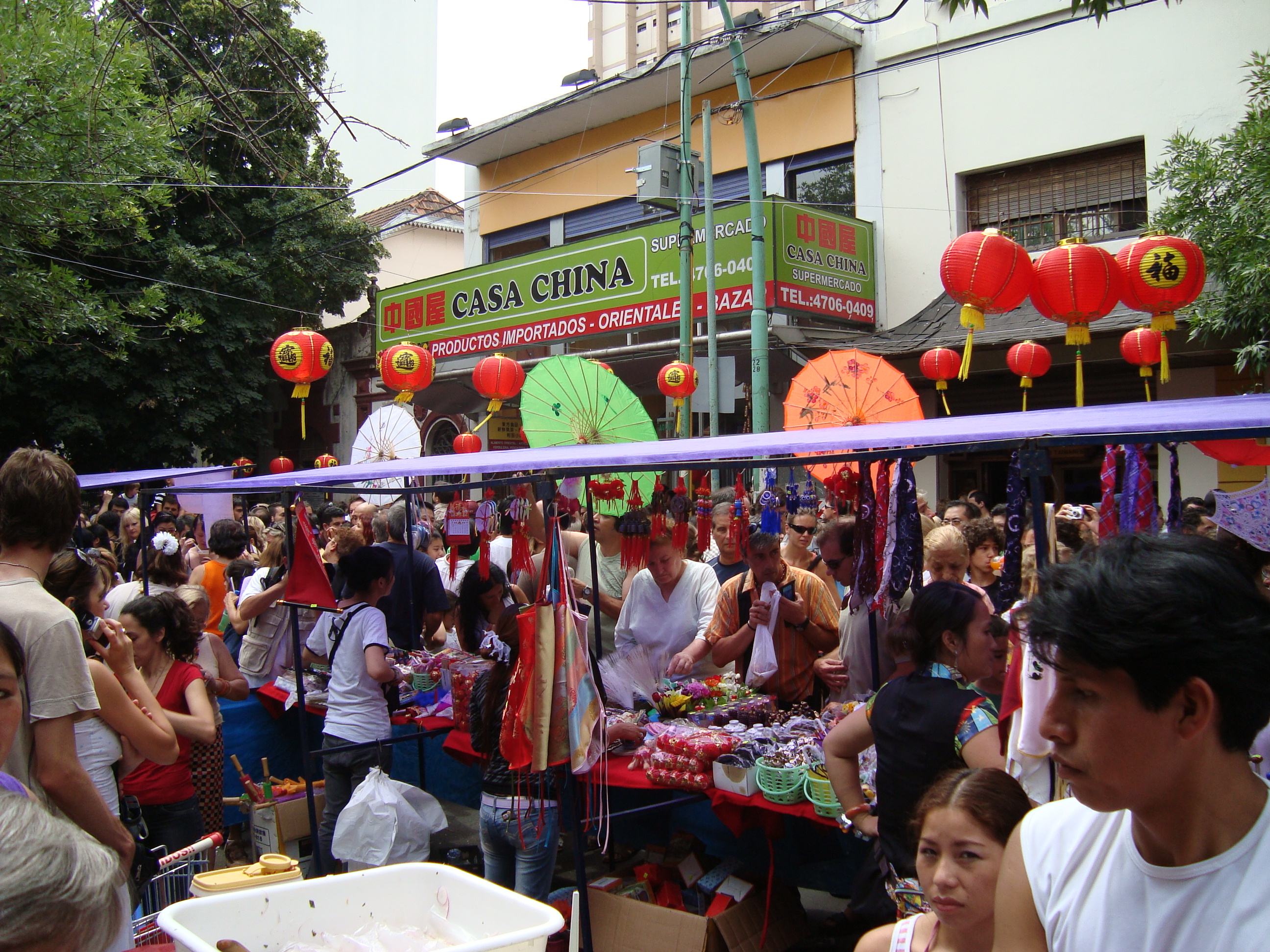
Feria durante el Año Nuevo chino
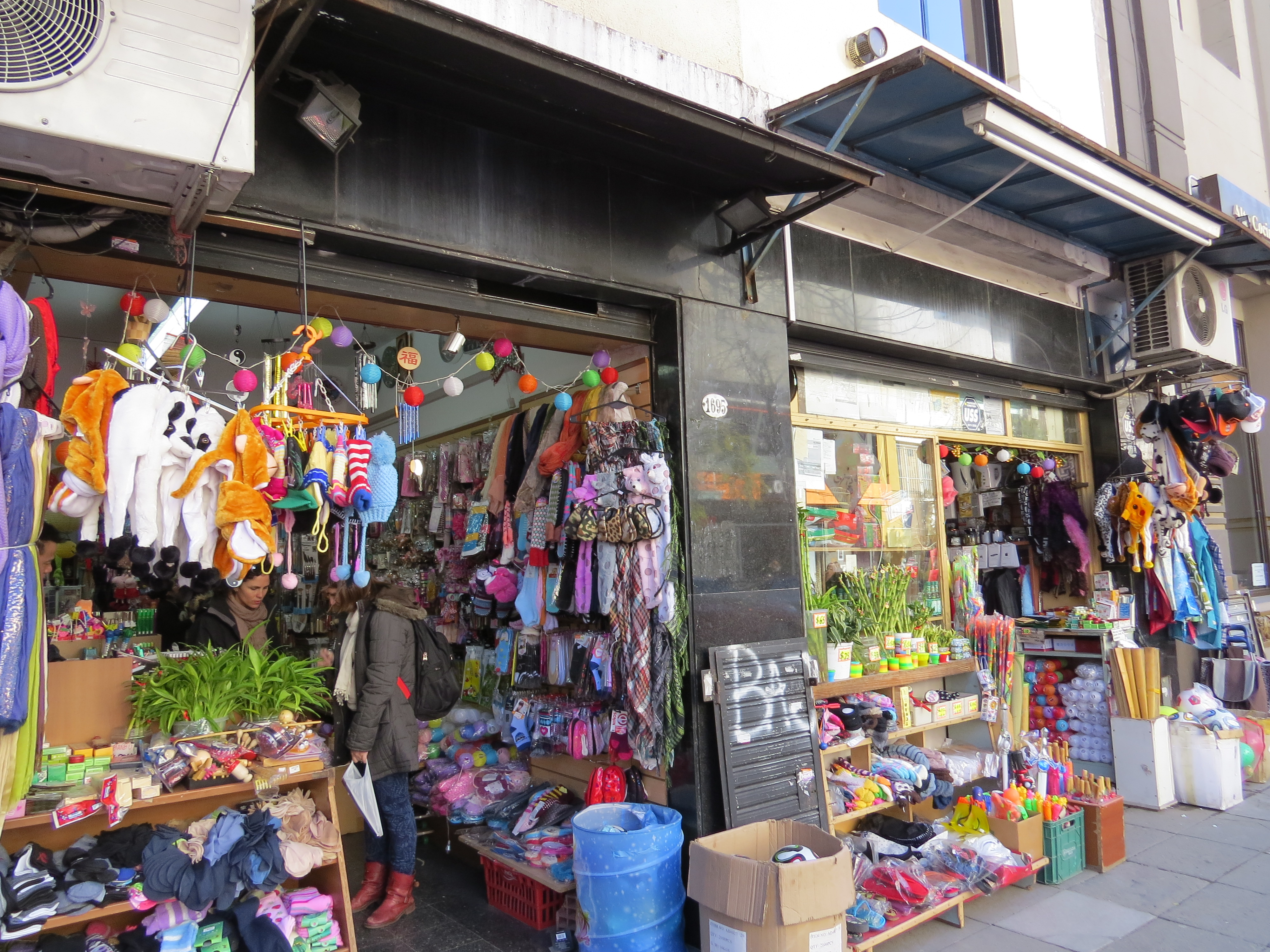
Típicos locales de baratijas
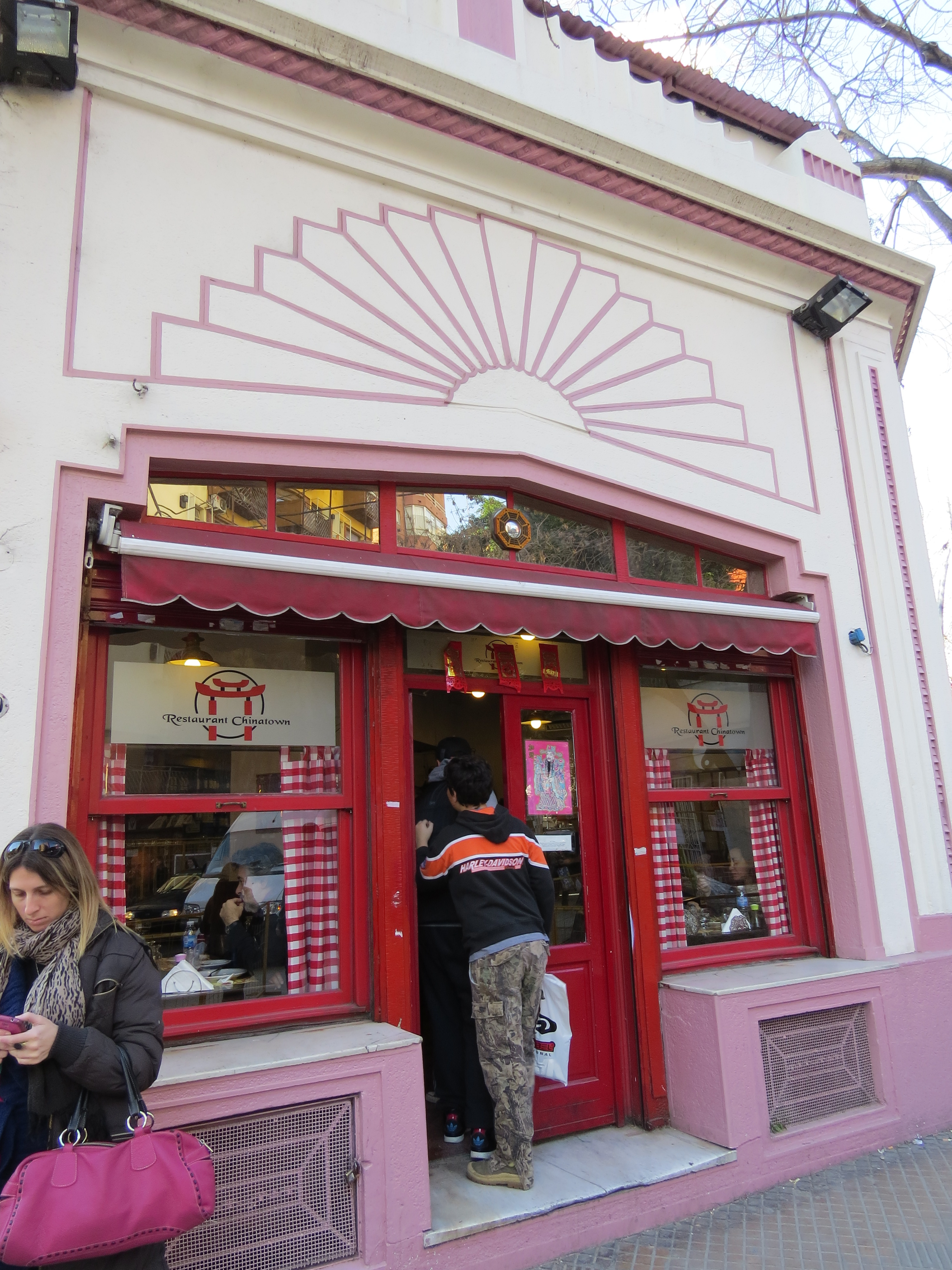
Fusión con la arquitectura art-déco prexistente

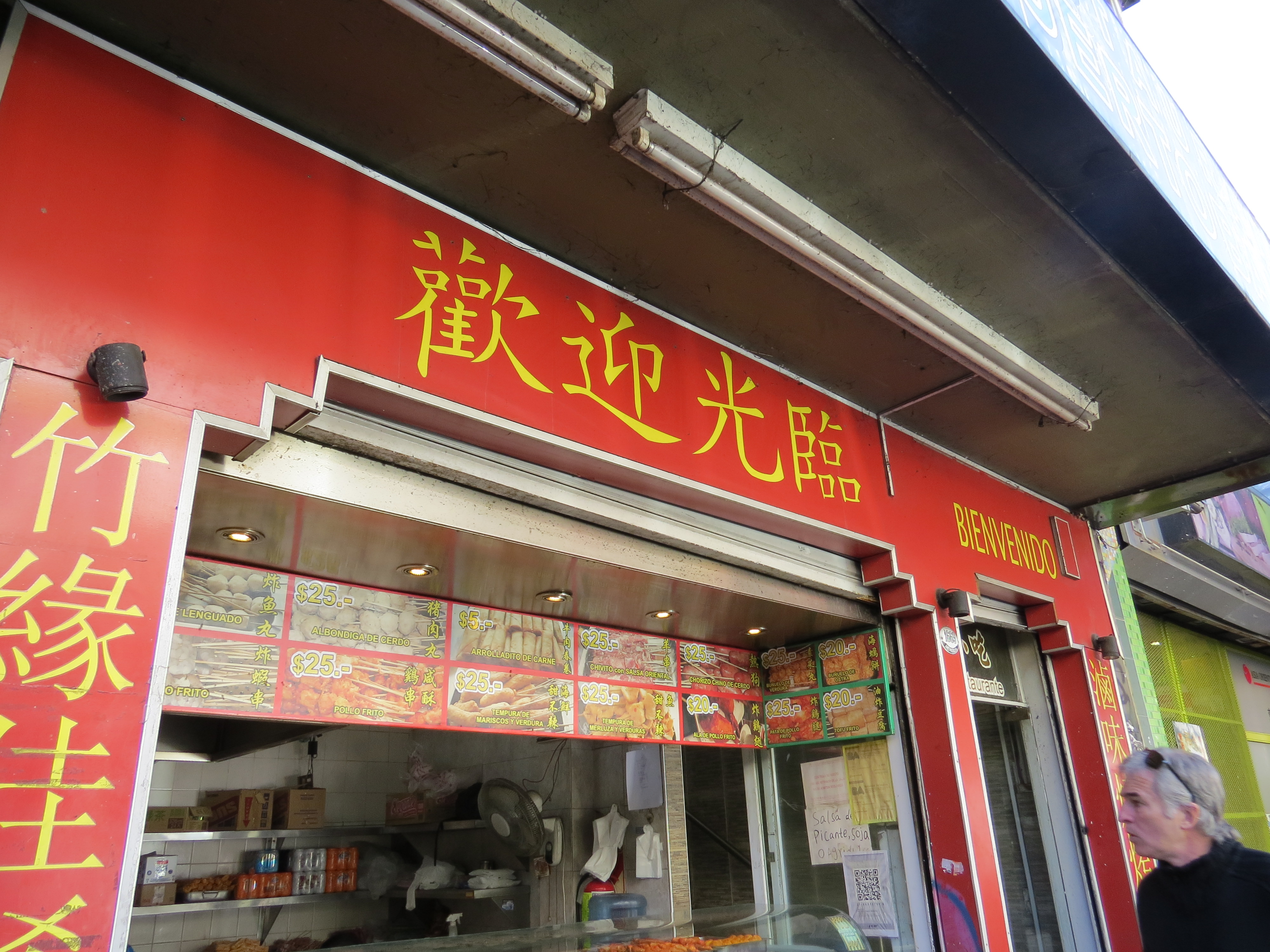
Local de comida al paso
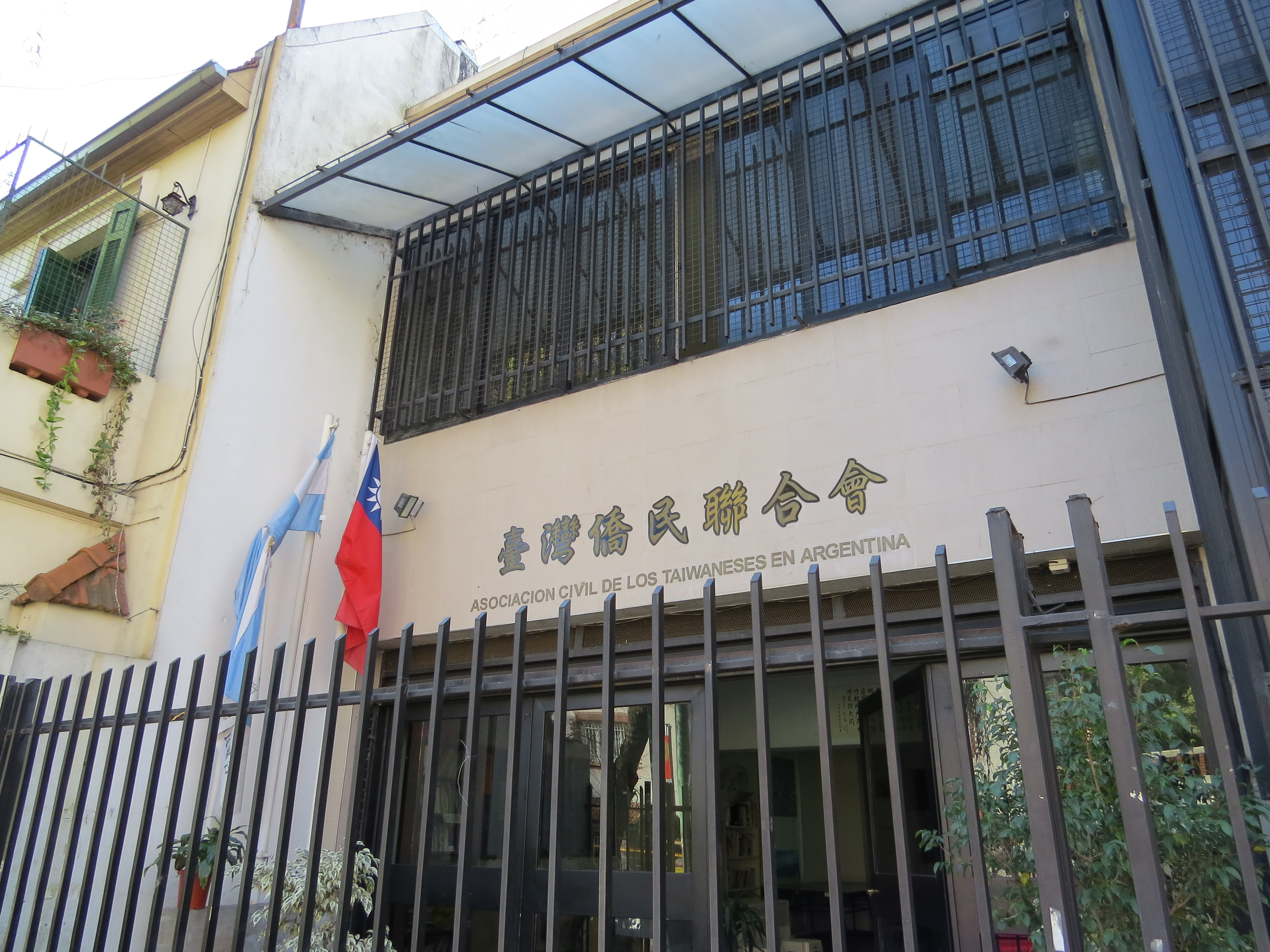
Asociación taiwanesa
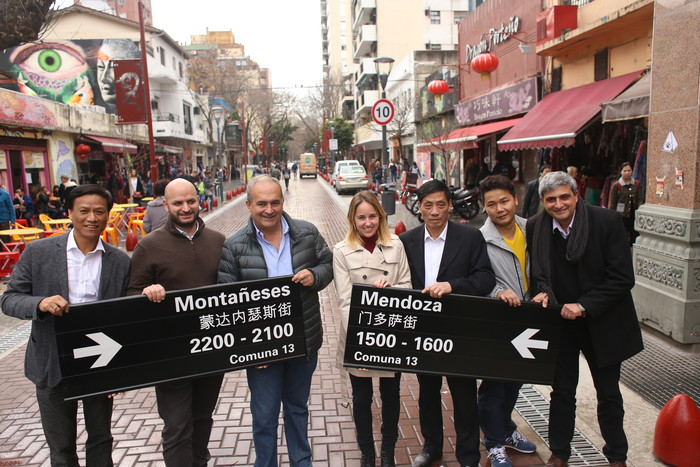
Nomencladores en español y chino mandarín
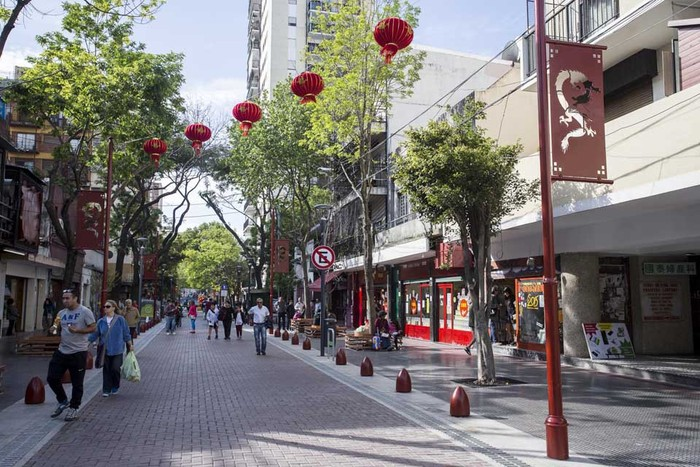
Vista general de Arribeños